# Серхіо Лопес Бріель
Серхіо Лопес Бріель — кубинський дипломат. Генеральний консул Куби в Києві (1989—1990). Надзвичайний і Повноважний Посол Куби в Україні (1994—1999).

## Біографія
У 1978 році вперше відвідав Україну, брав участь в роботі наради Союзу товариств дружби в Києві. З 1984 року перший секретар
посольства Куби в СРСР. З 1989 по 1990 рр. — Генеральний консул Куби в Києві.
Після 1990 до грудня 1994 року працював на батьківщині в Інституті дружби народів в Гавані і був політичним радником у кубинському посольстві в Росії.
З 1994 року Надзвичайний і Повноважний Посол Куби в Україні. Під час перебування в Києві приділяв багато уваги організації оздоровлення українських дітей, постраждалих від аварії на ЧАЕС, на Кубі.
24 квітня 1997 року звернувся до української влади з листом, де було сказано, що у репортажі «Післямови» про перебування офіційної делегації ВР України на Кубі «…тенденційно і явно викривлено відзеркалює життя на Кубі.., міститься відверта образа кубинського народу, зокрема кубинської жінки, і його лідера…». Того ж дня Голова ВР України Олександр Мороз, який очолював парламентську делегацію, заявив на прес-конференції, що «…наклепницький тон репортажу має мало спільного з дійсністю.., журналістам потрібно вибачитися перед кубинським народом і мільйонами українських телеглядачів за виявлену непрофесійність і суб'єктивний підхід».

## Сім'я
Дружина — Грісельда Міранда Бланко, консул і другий секретар посольства Куби в Україні, вивчає українську мову.
Двоє синів — Янко і Серхіо-молодший навчалися у Київському університеті.
Молодша донька Грісельда. Двоє дорослих дітей Серхіо старший та донька Олена — живуть на Кубі.

## Нагороди та відзнаки
- Орден «За заслуги» ІІ ступеня (Україна) (1999)[3],[4].